# Diplomatički zbornik Kraljevine Hrvatske, Dalmacije i Slavonije
Diplomatički zbornik Kraljevine Hrvatske, Dalmacije i Slavonije (lat. Codex diplomaticus Regni Croatiae, Dalmatiae et Slavoniae) je zbirka od 18 svezaka s prijepisima najvažnijih papinskih i državnih isprava vezanih uz hrvatsku državu za razdoblje od 743. godine do kraja XIV. stoljeća, koje je pod uredništvom Tadije Smičiklasa počela 1904. god. izdavati Hrvatska akademija znanosti i umjetnosti. Prvih 12. svezaka je u razdoblju do 1914. godine uredio Tadija Smičiklas, potom je 1915. godine izašao 13 svezak pod uređivanjem Marka Kostrenčića, koji je uredio i 15., te naposljetku 16. svezak 1976. godine. 17. svezak je 1981. god. uredio Stjepan Gunajač, a 1990. god. je objavljen 18. svjedak s urednikom Dujom Rendićem-Miočevićem. Prvi svezak s najstarijim listinama iz razdoblja 743.-1100. izašao oje naknadno 1967. godine.
Prvi svezak dodataka, koji je objavljen 1997. godine pod naslovom Diplomatički zbornik Kraljevine Hrvatske, Dalmacije i Slavonije. Dodaci, I sv., te sadrži 243 isprave, od kojih je 149 pronađeno u izvorniku na pergameni; preostalo su izvornici na papiru te prijepisi na pergameni i papiru; i kod tog dodatka su obuhvaćene samo isprave na latinskom jeziku, dok se objava isprava na hrvatskom jeziku ostavilo za daljnje razdoblje i poseban projekt. Najranija isprava u I. svesku dodataka je bila darovnica splitskog nadbiskupa Pavla splitskom prioru Prestanciju iz 1020. god.; slijede isprave iz razdoblja do 1270. godine.
Drugi svezak dodataka, s 276 diplomatičkih isprava iz razdoblja od 1271. do 1309. objavila je HAZU 2002. godine.

## Vanjske poveznice
- Diplomatički zbornik Kraljevine Hrvatske, Dalmacije i Slavonije Codex Diplomaticus I- XVIII, ur. Tadija Smičiklas, Milan Šufflay, E. Fermendžin, Ferdo Šišić, B. Krnic, J. Lučić, Mirjana Matijević Sokol, Vesna Gamulin Tudjina (scan), kod "Internet Archive". Pristupljeno 4. kolovoza 2025.